# Alcyonium paucilobulatum
Alcyonium paucilobulatum är en korallart som beskrevs av Casas, Ramil och van Ofwegen 1997. Alcyonium paucilobulatum ingår i släktet Alcyonium och familjen läderkoraller.
Artens utbredningsområde är Södra Ishavet. Inga underarter finns listade i Catalogue of Life.